# Port de Tougues
Le port de Tougues est un site archéologique situé à Chens-sur-Léman, en France.

## Localisation
Le site archéologique est situé dans le département français de la Haute-Savoie, sur la commune de Chens-sur-Léman.

## Historique
L'édifice est classé au titre des monuments historiques en 1997.